# Cantonul Clermont
Cantonul Clermont este un canton din arondismentul Clermont, departamentul Oise, regiunea Picardia, Franța.

## Comune
- Agnetz
- Airion
- Avrechy
- Avrigny
- Bailleul-le-Soc
- Blincourt
- Breuil-le-Sec
- Breuil-le-Vert
- Bulles
- Choisy-la-Victoire
- Clermont (reședință)
- Épineuse
- Erquery
- Étouy
- Fitz-James
- Fouilleuse
- Lamécourt
- Litz
- Maimbeville
- La Neuville-en-Hez
- Rémécourt
- Rémérangles
- La Rue-Saint-Pierre
- Saint-Aubin-sous-Erquery